# Plesiophrictus mahabaleshwari
Plesiophrictus mahabaleshwari là một loài nhện trong họ Theraphosidae.
Loài này thuộc chi Plesiophrictus. Plesiophrictus mahabaleshwari được Benoy Krishna Tikader miêu tả năm 1977.